# Marian Marsh
Marian Marsh, als Violet Ethelred Krauth, (* 17. Oktober 1913 auf Trinidad und Tobago; † 9. November 2006 in Palm Desert, Kalifornien; auch bekannt als Marilyn Morgan und Marian Henderson) war eine Hollywood-Schauspielerin und Umweltschützerin.

## Leben
Marsh wurde 1913 als jüngstes von vier Kindern eines deutschen Schokoladenfabrikanten und dessen britischer Ehefrau auf Trinidad und Tobago geboren. Während des Ersten Weltkrieges zog die Familie nach Massachusetts um.
Mitte der 1920er Jahre unterschrieb Marian Marshs ältere Schwester Jean einen Vertrag mit FBO Pictures in Hollywood, was die Familie veranlasste, an die Westküste der USA umzuziehen. 1928 wurde Marsh entdeckt, als sie ihre ältere Schwester zu Probeaufnahmen begleitet hatte. Marsh hatte einen ersten, kurzen Filmauftritt, wurde aber schnell wieder entlassen. Daraufhin unterschrieb sie einen weiteren Vertrag bei Samuel Goldwyn und nannte sich Marilyn Morgan. Sie begann bei Nance O’Neil ein Schauspielstudium zu absolvieren. 1929 unterschrieb die 16-Jährige bei Warner Bros. und änderte ihren Namen in Marian Marsh.
Trotz ihrem Engagement für 30 Kurzfilme schien ihre Karriere einzuschlafen, als ihr 1931 an der Seite von John Barrymore mit dem Film Svengali der Durchbruch gelang. Im gleichen Jahr wurde sie unter die WAMPAS Baby Stars des Jahres gewählt und drehte weitere Erfolgsfilme, u. a. The Mad Genius, ebenfalls mit Barrymore als Partner, sowie The Road to Singapore mit William Powell.
1932, nachdem das groß angepriesene Drama Under Eighteen von der Kritik schlecht bewertet wurde, trennte sich Marsh von Warner und unterschrieb 1935 einen Vertrag bei Columbia Pictures. Dort drehte sie u. a. unter der Regie Josef von Sternbergs an der Seite von Peter Lorre Schuld und Sühne und zusammen mit Boris Karloff Das schwarze Zimmer.
1938 heiratete Marsh Albert Scott, aus dieser Ehe gingen zwei Kinder hervor. Danach drehte sie nur noch fünf Filme, bevor sie sich ganz aus dem Filmgeschäft zurückzog. Scott starb Ende der 1950er Jahre und Marsh heiratete 1960 den Luftfahrtpionier und Unternehmer Clifford Henderson.

## Filmografie (Auswahl)
- 1930: Don’t believe it
- 1930: Whoopee!
- 1931: Svengali
- 1931: Spätausgabe (Five Star Final)
- 1933: Daring Daughters
- 1934: Der verlorene Sohn
- 1935: Das schwarze Zimmer (The Black Room)
- 1935: Schuld und Sühne (Crime and Punishment)
- 1936: Blutiges Geld (Counterfeit)
- 1937: Horoskope lügen nicht (When‘s Your Birthday?)
- 1940: Fugitive from a Prison Camp
- 1941: Gentleman from Dixie
- 1942: House of Errors